# Liste de sigles de deux caractères
Cette liste est sans doute incomplète et peut-être mal ordonnée. Votre aide est la bienvenue !
| ► Sigles de 2 caractères |
| Sigles de 3 caractères   |
| Sigles de 4 caractères   |
| Sigles de 5 caractères   |
| Sigles de 6 caractères   |
| Sigles de 7 caractères   |
| Sigles de 8 caractères   |

Cet article contient une liste de sigles, acronymes ou codes de deux caractères (deux lettres ou une lettre et un chiffre). Pour chacun sont donnés un ou deux exemples notables d'utilisation précise.
Si on néglige les diacritiques (accents notamment), peu usités dans ces sigles, il existe 26 × 26 = 676 combinaisons de deux lettres. En ajoutant l'utilisation des chiffres, cela porte à 36 × 36 = 1 296 possibilités. Beaucoup d'entre elles sont effectivement utilisées par un ou plusieurs sigles (sachant que par ailleurs ces possibilités sont quasiment toutes exploitées par des codes, comme les codes AITA dans l'aviation, ou les codes ISO 639-1 pour les langues, etc.).
- Haut – A
- B
- C
- D
- E
- F
- G
- H
- I
- J
- K
- L
- M
- N
- O
- P
- Q
- R
- S
- T
- U
- V
- W
- X
- Y
- Z

## Tables

### Deux lettres
AA AB AC AD AE AF AG AH AI AJ AK AL AM AN AO AP AQ AR AS AT AU AV AW AX AY AZ 

BA BB BC BD BE BF BG BH BI BJ BK BL BM BN BO BP BQ BR BS BT BU BV BW BX BY BZ 

CA CB CC CD CE CF CG CH CI CJ CK CL CM CN CO CP CQ CR CS CT CU CV CW CX CY CZ 

DA DB DC DD DE DF DG DH DI DJ DK DL DM DN DO DP DQ DR DS DT DU DV DW DX DY DZ 

EA EB EC ED EE EF EG EH EI EJ EK EL EM EN EO EP EQ ER ES ET EU EV EW EX EY EZ 

FA FB FC FD FE FF FG FH FI FJ FK FL FM FN FO FP FQ FR FS FT FU FV FW FX FY FZ 

GA GB GC GD GE GF GG GH GI GJ GK GL GM GN GO GP GQ GR GS GT GU GV GW GX GY GZ 

HA HB HC HD HE HF HG HH HI HJ HK HL HM HN HO HP HQ HR HS HT HU HV HW HX HY HZ 

IA IB IC ID IE IF IG IH II IJ IK IL IM IN IO IP IQ IR IS IT IU IV IW IX IY IZ 

JA JB JC JD JE JF JG JH JI JJ JK JL JM JN JO JP JQ JR JS JT JU JV JW JX JY JZ 

KA KB KC KD KE KF KG KH KI KJ KK KL KM KN KO KP KQ KR KS KT KU KV KW KX KY KZ 

LA LB LC LD LE LF LG LH LI LJ LK LL LM LN LO LP LQ LR LS LT LU LV LW LX LY LZ 

MA MB MC MD ME MF MG MH MI MJ MK ML MM MN MO MP MQ MR MS MT MU MV MW MX MY MZ 

NA NB NC ND NE NF NG NH NI NJ NK NL NM NN NO NP NQ NR NS NT NU NV NW NX NY NZ 

OA OB OC OD OE OF OG OH OI OJ OK OL OM ON OO OP OQ OR OS OT OU OV OW OX OY OZ 

PA PB PC PD PE PF PG PH PI PJ PK PL PM PN PO PP PQ PR PS PT PU PV PW PX PY PZ 

QA QB QC QD QE QF QG QH QI QJ QK QL QM QN QO QP QQ QR QS QT QU QV QW QX QY QZ 

RA RB RC RD RE RF RG RH RI RJ RK RL RM RN RO RP RQ RR RS RT RU RV RW RX RY RZ 

SA SB SC SD SE SF SG SH SI SJ SK SL SM SN SO SP SQ SR SS ST SU SV SW SX SY SZ 

TA TB TC TD TE TF TG TH TI TJ TK TL TM TN TO TP TQ TR TS TT TU TV TW TX TY TZ 

UA UB UC UD UE UF UG UH UI UJ UK UL UM UN UO UP UQ UR US UT UU UV UW UX UY UZ 

VA VB VC VD VE VF VG VH VI VJ VK VL VM VN VO VP VQ VR VS VT VU VV VW VX VY VZ 

WA WB WC WD WE WF WG WH WI WJ WK WL WM WN WO WP WQ WR WS WT WU WV WW WX WY WZ 

XA XB XC XD XE XF XG XH XI XJ XK XL XM XN XO XP XQ XR XS XT XU XV XW XX XY XZ 

YA YB YC YD YE YF YG YH YI YJ YK YL YM YN YO YP YQ YR YS YT YU YV YW YX YY YZ 

ZA ZB ZC ZD ZE ZF ZG ZH ZI ZJ ZK ZL ZM ZN ZO ZP ZQ ZR ZS ZT ZU ZV ZW ZX ZY ZZ

### Une lettre et un chiffre
A0 B0 C0 D0 E0 F0 G0 H0 I0 J0 K0 L0 M0 N0 O0 P0 Q0 R0 S0 T0 U0 V0 W0 X0 Y0 Z0

A1 B1 C1 D1 E1 F1 G1 H1 I1 J1 K1 L1 M1 N1 O1 P1 Q1 R1 S1 T1 U1 V1 W1 X1 Y1 Z1

A2 B2 C2 D2 E2 F2 G2 H2 I2 J2 K2 L2 M2 N2 O2 P2 Q2 R2 S2 T2 U2 V2 W2 X2 Y2 Z2

A3 B3 C3 D3 E3 F3 G3 H3 I3 J3 K3 L3 M3 N3 O3 P3 Q3 R3 S3 T3 U3 V3 W3 X3 Y3 Z3

A4 B4 C4 D4 E4 F4 G4 H4 I4 J4 K4 L4 M4 N4 O4 P4 Q4 R4 S4 T4 U4 V4 W4 X4 Y4 Z4

A5 B5 C5 D5 E5 F5 G5 H5 I5 J5 K5 L5 M5 N5 O5 P5 Q5 R5 S5 T5 U5 V5 W5 X5 Y5 Z5

A6 B6 C6 D6 E6 F6 G6 H6 I6 J6 K6 L6 M6 N6 O6 P6 Q6 R6 S6 T6 U6 V6 W6 X6 Y6 Z6

A7 B7 C7 D7 E7 F7 G7 H7 I7 J7 K7 L7 M7 N7 O7 P7 Q7 R7 S7 T7 U7 V7 W7 X7 Y7 Z7

A8 B8 C8 D8 E8 F8 G8 H8 I8 J8 K8 L8 M8 N8 O8 P8 Q8 R8 S8 T8 U8 V8 W8 X8 Y8 Z8

A9 B9 C9 D9 E9 F9 G9 H9 I9 J9 K9 L9 M9 N9 O9 P9 Q9 R9 S9 T9 U9 V9 W9 X9 Y9 Z9

### Un chiffre et une lettre
0A 0B 0C 0D 0E 0F 0G 0H 0I 0J 0K 0L 0M 0N 0O 0P 0Q 0R 0S 0T 0U 0V 0W 0X 0Y 0Z 

1A 1B 1C 1D 1E 1F 1G 1H 1I 1J 1K 1L 1M 1N 1O 1P 1Q 1R 1S 1T 1U 1V 1W 1X 1Y 1Z 

2A 2B 2C 2D 2E 2F 2G 2H 2I 2J 2K 2L 2M 2N 2O 2P 2Q 2R 2S 2T 2U 2V 2W 2X 2Y 2Z 

3A 3B 3C 3D 3E 3F 3G 3H 3I 3J 3K 3L 3M 3N 3O 3P 3Q 3R 3S 3T 3U 3V 3W 3X 3Y 3Z 

4A 4B 4C 4D 4E 4F 4G 4H 4I 4J 4K 4L 4M 4N 4O 4P 4Q 4R 4S 4T 4U 4V 4W 4X 4Y 4Z 

5A 5B 5C 5D 5E 5F 5G 5H 5I 5J 5K 5L 5M 5N 5O 5P 5Q 5R 5S 5T 5U 5V 5W 5X 5Y 5Z 

6A 6B 6C 6D 6E 6F 6G 6H 6I 6J 6K 6L 6M 6N 6O 6P 6Q 6R 6S 6T 6U 6V 6W 6X 6Y 6Z 

7A 7B 7C 7D 7E 7F 7G 7H 7I 7J 7K 7L 7M 7N 7O 7P 7Q 7R 7S 7T 7U 7V 7W 7X 7Y 7Z 

8A 8B 8C 8D 8E 8F 8G 8H 8I 8J 8K 8L 8M 8N 8O 8P 8Q 8R 8S 8T 8U 8V 8W 8X 8Y 8Z 

9A 9B 9C 9D 9E 9F 9G 9H 9I 9J 9K 9L 9M 9N 9O 9P 9Q 9R 9S 9T 9U 9V 9W 9X 9Y 9Z

### Un chiffre ou une lettre et un caractère non-alphanumérique
+1 

A+ B+ C+ D+ E+ F+ G+ H+ I+ J+ K+ L+ M+ N+ O+ P+ Q+ R+ S+ T+ U+ V+ W+ X+ Y+ Z+ 

A- B- C- D- E- F- G- H- I- J- K- L- M- N- O- P- Q- R- S- T- U- V- W- X- Y- Z- 

A* B* C* D* E* F* G* H* I* J* K* L* M* N* O* P* R* S* T* U* V* W* X* Y* Z*

## Sigles spécifiques

### 1-9
- 1G, 2G, 3G, 4G et 5G : générations de connexion internet, pour les téléphones mobiles notamment
- 1D (une dimension), 2D (deux dimensions), 3D (trois dimensions) et 4D (quatre dimensions) : ce sont les nombres de dimensions spatiales ou spatio-temporelles (longueur ; longueur, largeur ; longueur, largeur, hauteur ; longueur, largeur, hauteur, temps)
- 8D, démarche qualité

- Haut – A
- B
- C
- D
- E
- F
- G
- H
- I
- J
- K
- L
- M
- N
- O
- P
- Q
- R
- S
- T
- U
- V
- W
- X
- Y
- Z

### A
- AA :
  - antiaérien
  - Alcooliques anonymes
  - America's Army
  - American Airlines
  - Acide aminé
  - piles électriques AA
  - The Automobile Association
  - Auto-Attack (attaque automatique)
- AB :
  - Air Berlin
  - Akademisk Boldklub Copenhague ou AB Copenhague
  - Aryan Brotherhood
  - Assez bien
- AC :
  - Assassin's Creed
  - Air Canada
  - Air Corsica
  - Alternative Current (Courant alternatif) notation française ⇒ CA
  - Air Conditionné
- AD :
  - Ability Damages
  - Andorre (code pays)
- AE : Émirats arabes unis (code pays)
- AF :
  - Afghanistan (code pays)
  - Air France
- AG :
  - Antigua-et-Barbuda (code pays)
  - Assemblée générale
- AI : Anguilla (code pays)
- AK : Alaska
- AL :
  - Albanie (code pays)
  - Année-lumière
  - Allocation logement
  - Alabama
- AM : Arménie (code pays)
- AO : Angola (code pays)
- AP : 
  - Associated Press
  - Accompagnement personnalisé
  - Association des parents
- AQ: Antarctique (code pays)
- AR :
  - Argentine (code pays)
  - Accusé de Réception
  - Aller-Retour
  - Arabe
  - Arkansas
- AS :
  - Antisocial
- AT : Autriche (code pays)
  - Arrêt de travail
- AU : Australie (code pays)
- AW: Aruba (code pays)
- AX : Samoa (code pays)
- AZ : 
  - Azerbaïdjan (code pays)
  - Arizona
  - Alitalia

- Haut – A
- B
- C
- D
- E
- F
- G
- H
- I
- J
- K
- L
- M
- N
- O
- P
- Q
- R
- S
- T
- U
- V
- W
- X
- Y
- Z

### B
- BA : British Airways
  - Bonne action
- BB :
  - Bed and Breakfast
  - Big Bang
  - Brigitte Bardot
- BD :
  - bande dessinée
  - Blu-ray Disk
- BE :
  - Belgique (Code Pays)
- BF :
  - Battlefield 
  - Brainfuck
  - boxe française
  - Burkina Faso
- BO :
  - Bande originale
  - Black ops (Call Of Duty)
- BP :
  - bande passante
  - basse pression
  - boîte postale
  - British Petroleum
  - Baden-Powell
- BT :
  - basse tension
  - Bittorrent
  - Blood Thirster (League of Legends)
- BU : Bibliothèque universitaire

- Haut – A
- B
- C
- D
- E
- F
- G
- H
- I
- J
- K
- L
- M
- N
- O
- P
- Q
- R
- S
- T
- U
- V
- W
- X
- Y
- Z

### C
- CA : 
  - conseil d'administration
  - chiffre d'affaires
  - courant alternatif
  - comptable agréé
  - Californie
  - Canada (code pays)
- CB : Cambodge (code pays)
  - Carte bancaire
- CC : Courant continu
- CD : 
  - Tchad (code pays)
  - « compact disc »
- CE : 
  - Comité d'entreprise
  - Conseil d'État
  - Cigarette électronique
- CF : Congo-Brazzaville (code pays)
- CG : 
  - Congo-Kinshasa (code pays)
  - Conseil général
- CH :
  - Centre hospitalier
  - Chine (code pays)
  - Confœderatio Helvetica, nom en latin de la Confédération suisse
- CI : 
  - Chili (code pays)
  - Côte d'Ivoire
  - Carte d'identité
- CJ : Îles Caïmans (code pays)
- CK : Îles Cocos (code pays)
- CL : Chain Length (Longueur de Chaine)
- CM : 
  - Cameroun (code pays)
  - Community management
- CN : Cartoon Network, une chaîne de télévision
- CO : 
  - Colombie (code pays)
  - Colorado
- CR : CRitically endangered - En danger critique d'extinction (code de la Liste rouge de l'UICN)
  - Compte-rendu
- CS : 
  - Costa Rica (code pays)
  - Coming Soon
- CT : 
  - Centrafrique (code pays)
  - Connecticut
- CU : Cuba (code pays)
- CV : 
  - Cap Vert (code pays)
  - curriculum vitæ
- CW :
  - Content Warning
  - Îles Cook (code pays)
- CY : Chypre (code pays)
- CZ : Česká republika République tchèque

- Haut – A
- B
- C
- D
- E
- F
- G
- H
- I
- J
- K
- L
- M
- N
- O
- P
- Q
- R
- S
- T
- U
- V
- W
- X
- Y
- Z

### D
- D8 : D8 (chaîne de télévision)
- DA :
  - Danemark (code pays)
  - directeur artistique
- DC :
  - Detective Comics, Direction Centrale
  - Direct Current (« CC, courant continu »)
  - McDonnell Douglas
- DD : 
  - Disque dur
  - Data Deficient - Données insuffisantes (Code de la Liste rouge de l'UICN)
  - Une commande UNIX permettant de copier un fichier
- DG : directeur général
- DJ :
  - Djibouti (code pays)
  - disc jockey
- DK : Danemark
  - Donkey Kong
- DL : Delta Air Lines
- DM : devoir maison
- DO :
  - Dominique (code pays)
  - direction opérationnelle
- DP :
  - Délégué du personnel
  - Double pénétration
  - Déplacement professionnel
- DR : Dominican Republic (« République dominicaine ») (code pays)
- DS : devoir surveillé
- DT : dinar tunisien
- DZ : Dzair, El Djazaïr, Algérie (code pays)

- Haut – A
- B
- C
- D
- E
- F
- G
- H
- I
- J
- K
- L
- M
- N
- O
- P
- Q
- R
- S
- T
- U
- V
- W
- X
- Y
- Z

### E
- EA : Electronic Arts
- EC : Équateur (code pays)
- EG : Égypte (code pays)
- EI : 
  - Irlande (code pays)
  - Aer Lingus
- EK : Guinée équatoriale (code pays)
- EN :
  - Estonie (code pays)
  - anglais
  - Endangered - En danger, selon la Liste rouge de l'UICN
  - préfixe qui figure en début des codes des normes européennes (liste de normes EN)
- EO : Electro-Optical (en), équipement électro-optique
- ER : Érythrée (code pays)
- ES : 
  - Salvador (code pays)
  - espagnol
- ET : Éthiopie (code pays)
- EU :
  - États-Unis (d'Amérique)
  - Union européenne dans plusieurs langues (voir les noms de l'Union européenne dans les différentes langues officielles)
- EW : Extinct in the Wild - Éteint à l'état sauvage, selon la Liste rouge de l'UICN
- EX : Extinct - Éteint, selon la Liste rouge de l'UICN
- EZ : Tchéquie (code pays)

- Haut – A
- B
- C
- D
- E
- F
- G
- H
- I
- J
- K
- L
- M
- N
- O
- P
- Q
- R
- S
- T
- U
- V
- W
- X
- Y
- Z

### F
- FA : Fédération anarchiste
- FB : Facebook
- FC : Filles de la Croix
- FD : Fausse Destination (lorsqu'on ne trouve pas le destinataire à l'adresse indiquée sur le courrier à la poste)
- FG : Guyane française (code pays)
- FI :
  - Finlande (code pays)
  - France insoumise
- FJ : Fidji (code pays)
- FM : Modulation de fréquence (radio)
- FN : Front national
- FO : Îles Féroé (code pays)
  - Force ouvrière
- FP : Polynésie française (code pays)
- FR :
  - Français
  - France
  - canton de Fribourg
- FS : Ferrovie dello Stato - Chemin de fer d'État italien

- Haut – A
- B
- C
- D
- E
- F
- G
- H
- I
- J
- K
- L
- M
- N
- O
- P
- Q
- R
- S
- T
- U
- V
- W
- X
- Y
- Z

### G
- G0
- G1
- G2
- G3
- G4
- G5
- G6
- G7
- G8
- G9
- GA : Gambie (code pays)
- GB :
  - garde-boue
  - Gabon (code pays)
  - Grande-Bretagne (Great Britain)
- GC : Génie civil
- GG :
  - Géorgie (code pays)
  - Good Game
- GH : Ghana (code pays)
- GI : Gibraltar (code pays)
  - Galvanized Iron (soldat américain)
- GJ 
  - Grenade (code pays)
  - Good Job
- GK : Guernesey (code pays)
- GM :
  - Allemagne (code pays)
  - General Motors
  - Game Master
- GN : grandeur nature
- GO :
  - gentil organisateur
  - gigaoctet
- GP :
  - Gestion de la Production
  - Grand prix
- GR : Grèce (code pays)
- GT :
  - Guatemala (code pays)
  - Gran Turismo
  - Groupe de travail
- GU : Guam (code pays)
- GV : Guinée (code pays)
- GY : Guyana (code pays)

- Haut – A
- B
- C
- D
- E
- F
- G
- H
- I
- J
- K
- L
- M
- N
- O
- P
- Q
- R
- S
- T
- U
- V
- W
- X
- Y
- Z

### H
- H1 : Hummer H1
- H2 : Hummer H2
- H3 : Hummer H3
- H4 : Hummer H4
- HA : 
  - Haïti (code pays)
  - Hawaiian Airlines
- HD : haute définition
- HK : Hong Kong (code pays)
- HL : Half-Life
- HO : Honduras (code pays)
- HP  : haut potentiel, haute pression , Hewlett-Packard, hôpital psychiatrique, etc.
- HR : Croatie (code pays)
- HS :
  - hors sujet ou hors service
  - hauteur significative (de vagues)
- HT :
  - haute tension
  - hors taxes
- HU : Hongrie (code pays)

- Haut – A
- B
- C
- D
- E
- F
- G
- H
- I
- J
- K
- L
- M
- N
- O
- P
- Q
- R
- S
- T
- U
- V
- W
- X
- Y
- Z

### I
- IA : « intelligence artificielle » notamment
- IS : Islande (code pays)
- ID : Indonésie (code pays)
- IF : leçons de la Méthode Feldenkrais
- IL : Israël (code pays)
- IN : Inde (code pays)
- IR :
  - Iran (code pays)
  - Infrarouge
- IS : Internationale situationniste
- IT : Italie (code pays)
- IV :
  - Côte d'Ivoire (code pays)
- IZ : Irak (code pays)

- Haut – A
- B
- C
- D
- E
- F
- G
- H
- I
- J
- K
- L
- M
- N
- O
- P
- Q
- R
- S
- T
- U
- V
- W
- X
- Y
- Z

### J
- JA : Japon (code pays)
- JC : Jésus-Christ, quelquefois Jules César ou Jacques Chirac
- JE : Jersey (code pays)
- JM : Jamaïque (code pays)
- JO :
  - Jordanie (code pays)
  - Jeux Olympiques
  - Journal officiel
- JT : en particulier « Journal télévisé »
- JU : canton du Jura canton suisse

- Haut – A
- B
- C
- D
- E
- F
- G
- H
- I
- J
- K
- L
- M
- N
- O
- P
- Q
- R
- S
- T
- U
- V
- W
- X
- Y
- Z

### K
- K7 : Cassette
- KE :
  - Korean Air
  - Kenya (code pays)
- KG : Kirghizstan (code pays)
- KN : Corée du Nord (code pays)
- KO : Knock-out
- KR : Kiribati (code pays)
- KS : Corée du Sud (code pays)
- KT : Christmas (code pays)
- KU :
  - Koweït (code pays)
  - Université du Kansas, une université américaine à Lawrence
- KZ : Kazakhstan (code pays)

- Haut – A
- B
- C
- D
- E
- F
- G
- H
- I
- J
- K
- L
- M
- N
- O
- P
- Q
- R
- S
- T
- U
- V
- W
- X
- Y
- Z

### L
- LA 
  - Laos (code pays)
  - Los Angeles
- LC : 
  - Last Chaos
  - Least Concern - Préoccupation mineure, selon la Liste rouge de l'UICN
- LE : Liban (code pays)
- LG : Lettonie (code pays)
- LH : 
  - Lituanie (code pays)
  - Lufthansa
- LI : Liberia (code pays)
- LN : Logarithme népérien
- LO :
  - Slovaquie (code pays)
  - Lutte ouvrière
- LP :
  - Linkin Park
  - Lycée professionnel
- LR :
  - Languedoc-Roussillon
  - La Rochelle
  - Les Républicains
- LS : Liechtenstein (code pays)
- LT : Lesotho (code pays)
- LU : Luxembourg (code pays)
- LY : Libye (code pays)

- Haut – A
- B
- C
- D
- E
- F
- G
- H
- I
- J
- K
- L
- M
- N
- O
- P
- Q
- R
- S
- T
- U
- V
- W
- X
- Y
- Z

### M
- MA :
  - Madagascar (code pays)
  - Maroc
- MB : mégabyte
- MC :
  - maître de cérémonie (rappeur)
  - Monaco (Principauté de Monaco)
  - Minecraft
- ME : Might Espace
- MD : Moldavie (code pays)
- MG 
  - Mongolie (code pays)
  - Modern Gentleman cars
- MI :
  - Malawi (code pays)
  - Московский вертолетный завод им. М. Л. Миля, bureau d'étude Mil (Russie)
- MK : Macédoine (code pays)
- ML : Mali (code pays)
- MN : Monaco (code pays)
- MO :
  - Maroc (code pays)
  - mégaoctet
- MP : 
  - Maurice (code pays)
  - message privé
  - Moyenne pression
- MQ : Martinique (code pays)
- MR :
  - Mauritanie (code pays)
  - Mouvement réformateur
- MT :
  - Malte (code pays)
  - Moyenne tension
- MU : Oman (code pays)
- MV : Maldives (code pays)
- MW :
  - Monténégro (code pays)
  - Modern Warfare
- MX : Mexique (code pays)
- MY : Malaisie (code pays)
- MZ : Mozambique (code pays)

- Haut – A
- B
- C
- D
- E
- F
- G
- H
- I
- J
- K
- L
- M
- N
- O
- P
- Q
- R
- S
- T
- U
- V
- W
- X
- Y
- Z

### N
- NC : Nouvelle-Calédonie (code pays)
- NE :
  - canton de Neuchâtel
  - Not Evaluated - Non Évalué, Code de la Liste rouge de l'UICN
- NF :
  - Norfolk (code pays)
  - Norme française
- NG : Niger (code pays)
- NH : Vanuatu (code pays)
- NI : Nigeria (code pays)
- NL : Pays-Bas (code pays)
- NO : Norvège (code pays)
- NP : Népal (code pays)
- NS : Suriname (code pays)
- NT :
  - Antilles néerlandaises (code pays)
  - Near threathened - Quasi Menacée, code de la Liste rouge de l'UICN
- NU : Nicaragua (code pays)
- NY : New York
- NZ : Nouvelle-Zélande (code pays)

- Haut – A
- B
- C
- D
- E
- F
- G
- H
- I
- J
- K
- L
- M
- N
- O
- P
- Q
- R
- S
- T
- U
- V
- W
- X
- Y
- Z

### O
- OK : OK (expression)
- OL : Olympique lyonnais, un club de football français
- OM : Olympique de Marseille, un club de football français
- OS : Operating System

- Haut – A
- B
- C
- D
- E
- F
- G
- H
- I
- J
- K
- L
- M
- N
- O
- P
- Q
- R
- S
- T
- U
- V
- W
- X
- Y
- Z

### P
- PA : Paraguay (code pays)
- PC :
  - Parti communiste
  - Personal computer
  - Perte de connaissance
  - Poste de commandement
  - Politically correct
- PD :
  - Pédéraste
  - Police Department
- PE : 
  - Pérou (code pays)
  - Polyéthylène
- PG : Parti de gauche
- PI : Pièce d'identité
- PK :
  - Pourquoi
  - Pakistan (code pays)
- PL : Pologne (code pays)
- PM : Panama (code pays)
- PO :
  - Portugal (code pays)
  - Pouvoir organisateur
- PP : 
  - Papouasie-Nouvelle-Guinée (code pays)
  - Parti populaire (Espagne)
- PQ : 
  - Parti québécois
  - Papier cul
- PR :
  - Porto Rico (code pays)
  - PageRank
- PS :
  - Parti socialiste
  - Post-Scriptum
  - PlayStation
- PT : Portugal (code pays)
- PU : prix unitaire
- PV : Procès-verbal

- Haut – A
- B
- C
- D
- E
- F
- G
- H
- I
- J
- K
- L
- M
- N
- O
- P
- Q
- R
- S
- T
- U
- V
- W
- X
- Y
- Z

### Q
- QA : Qatar (code pays)
- QC : Québec
- QF : Quotient familial
- QG : Quartier général
- QI : Quotient intellectuel

- Haut – A
- B
- C
- D
- E
- F
- G
- H
- I
- J
- K
- L
- M
- N
- O
- P
- Q
- R
- S
- T
- U
- V
- W
- X
- Y
- Z

### R
- RE : Régiment étranger
- RF : 
  - Régime fasciste
  - République française
- RI : Régiment d'infanterie
- RL :
  - Rocket League
- RM : Marshall (code pays)
- RN : Rassemblement national
- RO : Roumanie (code pays)
- RP :
  - Philippines (code pays)
  - Role Play
- RS :
  - réseau social
  - Serbie (code pays)
  - Russie (code pays)
- RT :
  - La Radiotechnique, fabricant français de matériel électronique
  - Résidus de tir
  - Retweet
- RU :
  - Royaume-Uni
  - Restaurant universitaire

- Haut – A
- B
- C
- D
- E
- F
- G
- H
- I
- J
- K
- L
- M
- N
- O
- P
- Q
- R
- S
- T
- U
- V
- W
- X
- Y
- Z

### S
- SA :
  - Arabie saoudite (code pays)
  - Société anonyme
  - Sturmabteilung (section d'assaut).
- SB : Surveillant de baignade.
- SC : 
  - Caroline du Sud
  - Saint-Christophe-et-Niévès (code pays)
- SD : Dakota du Nord.
- SE : Schneider Electric.
- SF :
  - Afrique du Sud (code pays)
  - San Francisco
  - Science-fiction
  - Scuro Famiglia
  - Sage-femme
- SG :
  - secrétariat général
  - Sénégal (code pays)
  - Société générale.
- SH :
  - Sainte-Hélène (code pays)
  - sigle, abréviation, code.
- SI :
  - Slovénie (code pays)
  - Système d'information
  - Système international d'unités
  - sciences de l'ingénieur
- SK : Slovaquie.
- SL : Sierra Leone (code pays)
- SM : 
  - Sado-masochisme
  - système métrique.
- SN :
  - Singapour (code pays)
  - Société générale
  - Brussels Airlines.
- SO :
  - Somalie (code pays)
  - Sans objet.
- SP : Espagne (code pays)
- SS :
  - Sécurité sociale
  - Schutzstaffel.
- ST : Sainte-Lucie (code pays)
- SU :
  - Soudan (code pays)
  - Union soviétique.
- SW : Suède (code pays)
- SY : Syrie (code pays)
- SZ : Suisse (code pays)

- Haut – A
- B
- C
- D
- E
- F
- G
- H
- I
- J
- K
- L
- M
- N
- O
- P
- Q
- R
- S
- T
- U
- V
- W
- X
- Y
- Z

### T
- TA : Tentative d'autolyse
  - Tension artérielle
- TB
  - Très bien
- TC
  - Traumatisme crânien
- TD , en particulier :
  - Tableau divisionnaire, forme de tableau électrique
  - Teachta Dála, député irlandais du Dáil Éireann
  - Thé dansant
  - Travaux dirigés
  - code pays pour Trinité-et-Tobago
- TF : Team Fortress
- TG :
  - Tarn-et-Garonne
  - tournée générale
- TG : Ta gueule
- TH : Thaïlande (code pays)
- TI : Tadjikistan (code pays)
- TJ : Témoins de Jéhovah
- TK : îles Turques-et-Caïques (code pays)
- TL: tous luxe
- TN :
  - Tonga (code pays)
  - Tunisie, Tunisia, Tounes
- TO : Togo (code pays)
- TP :
  - travaux pratiques
  - travaux publics
- TS :
  - tentative de suicide
  - Tunisie (code pays)
  - Tous sports
  - TeamSpeak
- TU : Turquie (code pays)
  - Taille unique
- TV 
  - Tuvalu (code pays)
  - Télévision
- TW : Taïwan (code pays)
- TX : Turkménistan (code pays)
- TZ : Tanzanie (code pays)

- Haut – A
- B
- C
- D
- E
- F
- G
- H
- I
- J
- K
- L
- M
- N
- O
- P
- Q
- R
- S
- T
- U
- V
- W
- X
- Y
- Z

### U
- UA :
  - Union des anarchistes, un parti politique anarchiste français
  - Union africaine, l'organisation qui a succédé à l'Organisation de l'unité africaine
  - Unité et Action, l'une des tendances de la Fédération de l'Éducation nationale
  - Unité d'activité
  - United Airlines, une compagnie aérienne américaine
  - United Artists, le producteur et distributeur cinématographique
  - Université d'Angers, une université française
  - Universiteit Antwerpen (en néerlandais), l'université d'Anvers, en Belgique
  - Université d'Auvergne (Clermont-Ferrand I), une université française
  - Université d'Aveiro, une université portugaise
  - Université de l'Arizona, une université américaine à Tucson
  - Université de l'Alabama, Université de l'Alabama, aux États-Unis
  - Uranium appauvri, sous-produit de l'enrichissement de l'uranium utilisé dans l'industrie de l'armement
  - Urgence absolue, l'un des quatre degrés d'urgence dans le tri des blessés, en triage médical
  - Unterseeboot UA, un sous-marin allemand de la Première Guerre mondiale
  - Union Athlétique, dans les noms d'associations sportives
  - Universidad del Atlántico (« université de l'Atlantique »), une université à Barranquilla, en Colombie.
  - Unité astronomique
  - Unités atomiques, l'ensemble d'unités utilisées en physique des particules (physique atomique)
  - Unité d'allergènes, par exemple dans kUA/l : kilo-unités d'allergènes par litre.
  - Unité d'aire
  - Unité arbitraire
- UE : Union européenne
- UG : Ouganda (code pays)
- UK :
  - United Kingdom
  - Université du Kentucky, une université américaine à Lexington
- UP : Ukraine (code pays)
- US : United States
- UT : Utah
- UV :
  - Burkina Faso (code pays)
  - Ultraviolet
- UY : Uruguay (code pays)
- UZ : Ouzbékistan (code pays)

- Haut – A
- B
- C
- D
- E
- F
- G
- H
- I
- J
- K
- L
- M
- N
- O
- P
- Q
- R
- S
- T
- U
- V
- W
- X
- Y
- Z

### V
- V1 : « Vergeltungswaffe 1 », arme allemande
- V2 : « Vergeltungswaffe 2 », arme allemande
- V2 : « deuxième version »
- VA : Vatican (code pays)
- VC : Saint-Vincent-et-les-Grenadines (code pays)
- VD : canton de Vaud
- VE : Venezuela (code pays)
- VF : version française
- VM : Viêt Nam (code pays)
- VN : Viêt Nam
- VO :
  - version originale
  - Voie orale
- VR 
  - en particulier : véhicule récréatif, au Québec
- VS : canton du Valais
- VU : Vulnerable - Vulnérable, Code de la Liste rouge de l'UICN

- Haut – A
- B
- C
- D
- E
- F
- G
- H
- I
- J
- K
- L
- M
- N
- O
- P
- Q
- R
- S
- T
- U
- V
- W
- X
- Y
- Z

### W
- WA
- WC : Water closet (toilettes)
- WF : Wallis-et-Futuna (code pays)
- WZ : Swaziland (code pays)

- Haut – A
- B
- C
- D
- E
- F
- G
- H
- I
- J
- K
- L
- M
- N
- O
- P
- Q
- R
- S
- T
- U
- V
- W
- X
- Y
- Z

### X
- XP : eXperience Point

- Haut – A
- B
- C
- D
- E
- F
- G
- H
- I
- J
- K
- L
- M
- N
- O
- P
- Q
- R
- S
- T
- U
- V
- W
- X
- Y
- Z

### Y
- YL : abréviation radiotélégraphique désignant une femme radiotélégraphiste ou radioamateur
- YM : Yémen (code pays)
- YP : YouPorn
- YT : YouTube

- Haut – A
- B
- C
- D
- E
- F
- G
- H
- I
- J
- K
- L
- M
- N
- O
- P
- Q
- R
- S
- T
- U
- V
- W
- X
- Y
- Z

### Z
- ZA :
  - Zambie (code pays)
  - zone d'activité
- ZC : zone commerciale
- ZG : canton de Zoug
- ZH : canton de Zurich
- ZI : 
  - Zimbabwe (code pays)
  - zone industrielle
- ZO : zone opération

- Haut – A
- B
- C
- D
- E
- F
- G
- H
- I
- J
- K
- L
- M
- N
- O
- P
- Q
- R
- S
- T
- U
- V
- W
- X
- Y
- Z